# Kellie Shanygne Williams
Kellie Shanygne Williams (Washington D. C., 22 de marzo de 1976) es una actriz y cantante estadounidense.

## Biografía

### Family Matters
Su salto a la fama cuando contaba tan sólo doce años de edad al ser seleccionada para interpretar el papel de Laura Winslow en la popular sitcom Cosas de casa. La actriz interpretó el personaje de la hija mayor de la Familia Winslow y permanente objeto de deseo del excéntrico Steve Urkel Jaleel White durante los nueve años (1989-1998) que la producción se mantuvo en pantalla. El enorme éxito de la serie la convirtió en uno de los rostros más populares de la pequeña pantalla durante la década de 1990 tanto en su Estados Unidos natal como en muchos otros países, como España. 
Tras la cancelación de Cosas de casa trabajó en el programa de la cadena ABC What About Joan, protagonizó algunas películas dirigidas al público adolescente Ride (1998) y In the Mix (2005) e intervino en la serie Moesha (1996-1999) en el papel de Sharisse, la prima de Moesha. 

### Clean House
Desde enero de 2009, Williams presenta el programa Clean House en la cadena Style Network.
La actriz además probó suerte como cantante en el género del rap.